# Dorothy Gale
Dorothy Gale este un personaj fictiv creat de autorul american L. Frank Baum ca protagonist principal în multe dintre romanele sale despre Ținutul lui Oz. Ea apare pentru prima dată în romanul clasic al lui Baum din 1900, Vrăjitorul din Oz (The Wonderful Wizard of Oz) și reapare în majoritatea continuărilor sale. În plus, ea este personajul principal în diferite adaptări, în special în adaptarea clasică a filmului din 1939, Vrăjitorul din Oz.
În romanele ulterioare, Ținutul lui Oz devine în mod constant mai familiar pentru ea decât casa sa din Kansas. Într-adevăr, Dorothy merge în cele din urmă să locuiască într-un apartament din palatul Orașului de Smarald, dar numai după ce mătușa ei și unchiul Henry s-au stabilit într-o fermă de la periferia sa, neputând plăti ipoteca pentru casa lor din Kansas. Cea mai bună prietenă a lui Dorothy, prințesa Ozma, conducătoarea din Oz, o face oficial o prințesă de Oz mai târziu în romane. 

## Portretizări
- The Wizard of Oz (1902, musical, teatru): Anna Laughlin
- The Fairylogue and Radio-Plays (1908): Romola Remus
- The Wonderful Wizard Of Oz (1910): Bebe Daniels
- His Majesty, the Scarecrow of Oz (1914): Violet MacMillan
- The Wizard of Oz (1925): Dorothy Dwan
- The Wizard Of Oz (1939): Judy Garland
- Rainbow Road to Oz (1957): Darlene Gillespie
- Tales of the Wizard of Oz (1961): Corinne Conley
- Return to Oz (1964): Susan Conway (voce, dialoguri), Susan Morse (voce, cântec)
- Ayșecik ve Sihirli Cüceler Rüyalar Ülkesinde (1971): Zeynep Değirmencioğlu (Ayșecik)
- Journey Back to Oz (1972): Liza Minnelli (voce)
- Oz (1976): Joy Dunstan
- The Wiz (1975): Stephanie Mills
- The Wiz (1978): Diana Ross
- The Wizard of Oz (1982): Aileen Quinn (voce)
- Return to Oz (1985): Fairuza Balk
- The Wonderful Wizard of Oz: Sumi Shimamoto (1986, versiunea japoneză), Morgan Hallet (1987, versiunea în engleză)
- Dorothy Meets Ozma of Oz (1987): Janice Hiromi Kawaye
- The Wizard of A.I.D.S. (1988): Martha Murphy
- The Wonderful Galaxy of Oz (1990): Mariko Kouda
- The Dreamer of Oz: The L. Frank Baum Story (1990): Courtney Barilla (ca Dorothy Gage sau Dorothy Gale)
- The Wizard of Oz (1991): Liz Georges (voce)
- The Wizard of Oz: Denise Van Outen British TV version.
- The Wizard of Oz in Concert: Dreams Come True (1995): Jewel
- The Oz Kids animated series (1996-1997): Erika Schickel
- The Wizard of Oz (2001 stage show): Nikki Webster
- The Muppets' Wizard of Oz (2005): Ashanti
- The Wonderful Wizard of Ha's (2007): Lisa Vischer as Junior Asparagus as Darby (replacing Dorothy)
- Tin Man (TV miniseries) (2007): Zooey Deschanel as DG; Rachel Pattee & Alexis Llewellyn ca Young DG; Grace Wheeler ca Grey Gale
- The Wizard of Oz (2011 musical): Danielle Hope și mai târziu Sophie Evans 2012 Toronto Danielle Wade
- The Witches of Oz (2011): Paulie Redding
- Dorothy and the Witches of Oz: Paulie Rojas
- Tom and Jerry and the Wizard of Oz: Grey DeLisle
- After the Wizard: Jordan Van Vranken as "Elizabeth Haskins"
- Supernatural (US TV series): Tiio Horn as "Dorothy" (Episode: Slumber Party)
- Legends of Oz: Dorothy's Return: Lea Michele
- The Wiz Live!: Shanice Williams
- Dorothy Must Die (2014 book): Danielle Paige
- Lego Dimensions: Laura Bailey
- Tom and Jerry: Back to Oz: Grey DeLisle
- Emerald City: Adria Arjona
- Dorothy and the Wizard of Oz: Kari Wahlgren
- Lost in Oz: Ashley Boettcher
- The Lego Movie 2: The Second Part: Maya Rudolph
- Red Shoes and the Seven Dwarfs: Katie DiCicco